# Rio São Pedro
O Rio São Pedro é um rio brasileiro do estado de São Paulo, pertencente à bacia do Rio Grande.                                                                          
O rio nasce no município de Pedregulho, na localização geográfica, latitude 20º13'21" sul e longitude 47º27'21" oeste, bem próximo da rodovia estadual SP-334.

## Percurso
Da sua nascente segue em direção noroeste (330º) do Estado de São Paulo, e depois segue sempre mais ou menos paralelo a rodovia SP-334 até o Rio Grande, já próximo a Igarapava.                                    
Passa pelos municípios de Pedregulho, Rifaina e Igarapava.

## Foz
Em Igarapava, bem próximo e antes, da Usina Hidrelétrica de Igarapava, se torna afluente do Rio Grande na localização geográfica, latitude 20º01'06" sul e longitude 47º35'14" oeste, juntamente com o Rio Paranaíba, próximo a Santa Clara d'Oeste, e formam o Rio Paraná.

## Extensão
Percorre neste trajeto uma distância de mais ou menos 32 km.